# Fate (film 1913)
Fate è un cortometraggio muto del 1913 diretto da D.W. Griffith.

## Produzione
Il film fu prodotto dalla Biograph Company. Venne girato a New York.

## Distribuzione
Distribuito dalla General Film Company, il film - un cortometraggio di una bobina - uscì nelle sale cinematografiche statunitensi il 22 marzo 1913. Ne venne fatta una riedizione, distribuita sul mercato americano il 17 dicembre 1915.
Copia della pellicola viene conservata negli archivi della Library of Congress.